# 朝鮮語版ウィキペディア
- 朝鮮語版ウィキペディア
- 韓国語版ウィキペディア
- ハングル版ウィキペディア

朝鮮語版ウィキペディア（ちょうせんごばんウィキペディア、朝: 한국어 위키백과）は、ウィキペディアの朝鮮語版である。2002年10月に設置され、2023年9月27日現在646,173項目の記事がある。

## 歴史
ウィキペディアの最上位ドメインが .com を主に使っていた際、ko.wikipedia.com に旧バージョンのMediaWikiが分かれていたが、ハングル処理に問題があり、朝鮮語による投稿すらできない状態だった。2002年10月に、新たなサポートウェアを使うことでハングル処理が解決され始めたが、一番多く利用されるInternet Explorerでは文字エンコーディングに問題が依然存在した。
朝鮮語版ウィキペディアの最初の記事は「지미 카터」（ジミー・カーター、アメリカの政治家）であるといわれる。
ウィキペディアの統計によれば、2002年10月から2003年7月まで10ヶ月の間に、ページ数が13から159に増え、2003年7月と8月にかけての1ヶ月で159から365に増えた。2003年9月からは、Internet Explorerのエンコーディング問題がなくなり、韓国のメディアでも2回ほどウィキペディアが紹介され、参加者が増えることとなった。
2006年2月12日に項目数が2万に達し、同年12月14日正午（韓国時間・UTC+9）ころに3万項目に達した。2万項目達成時から3万項目達成時まで約10ヶ月である。2007年8月2日には4万項目に達した。3万項目達成時から4万項目達成時まで約9ヶ月である。2008年1月4日に5万項目を突破。同年4月24日に6万項目、同年8月7日に7万項目、同年11月20日に8万項目、2009年2月25日に9万項目、同年6月4日に10万項目突破。
2024年2月現在で65万項目を超えている。なお、2018年1月現在において長いページの第1位は「육십이견」（六十二見、仏教用語、775,392バイト）、2位は「최진실」（チェ・ジンシル、女優、606,295バイト）、3位は「대한민국 제5회 지방선거 기초의원 선거구 목록」（大韓民国第5回地方選挙基礎議員選挙区一覧、2010年選挙実施、319,370バイト）である。

## 特徴
- 文法は韓国で主に使われているハングル正書法が用いられる。
- 朝鮮半島の記事に関して、韓国が実効支配している地域については韓国の表記を、北朝鮮が実効支配している地域については北朝鮮の表記を使用する。南北に跨る場合は、人口比率や利用者数の側面から韓国側の表記を優先するが、北朝鮮側の表記もなされることが望ましいとされる。
  - 例1）나주시（羅州市、韓国の都市）
  - 例2）라선특별시（羅先特別市、北朝鮮の都市）
  - 例3）한국（朝鮮、南北に跨る事項）
- 2011年1月現在、管理者は25名（うち、ビューロクラットは5名）いる。
- フェアユース画像の使用はできない。これは韓国の著作権法にはフェアユースそのものに関した条項がないためである。

### 問題点
- スタブ記事の発展が求められているが、あまり活動的とはいえないため、そのままとなっているものも多い[1]。
- 管理者は前述の通り25名いるが、休止している管理者もいるため、大規模な荒らしや著作権侵害が行われた場合、対応が遅れることが多々ある。
- フェアユース導入の是非をめぐって対立が起きている（後述）。

### フェアユース導入の是非
2006年8月、2007年5月にフェアユース導入に関する議論・投票が行われ、それぞれ賛成11票・反対17票、賛成18票・反対18票で否決された。
フェアユース導入を支持する一部の編集者が、フェアユース導入を要求する「団体」を利用者ページのサブページに作成していることもある。
大韓民国著作権法第25条（2006年の改正から該当条項は28条に変更）の引用に関する規定を根拠にフェアユースを適用できるとし、フェアユースを認めることで視認性が高まり、朝鮮語版ウィキペディアの発展に寄与できるという主張も存在する。またロゴに限ってフェアユースを認めるべきという意見もある。しかし、韓国の著作権法にはフェアユースそのものに関する規定がないことや、著作権意識が低いことなどを理由に、導入に反対している編集者もいる。